# Betina
Betina es una localidad de Croacia en el ejido del municipio de Tisno, condado de Šibenik-Knin. 

## Geografía
Se encuentra en la isla de Murter, a una altitud de 2 m s. n. m. y 339 km de la capital nacional, Zagreb.

## Demografía
En el censo 2011 el total de población de la localidad fue de 697 habitantes.
| Gráfica de población de Betina 1857-2011                            |
|                                                                     |
| Según los censos de población de la oficina estadística de Croacia. |